# Sárkány csillagkép

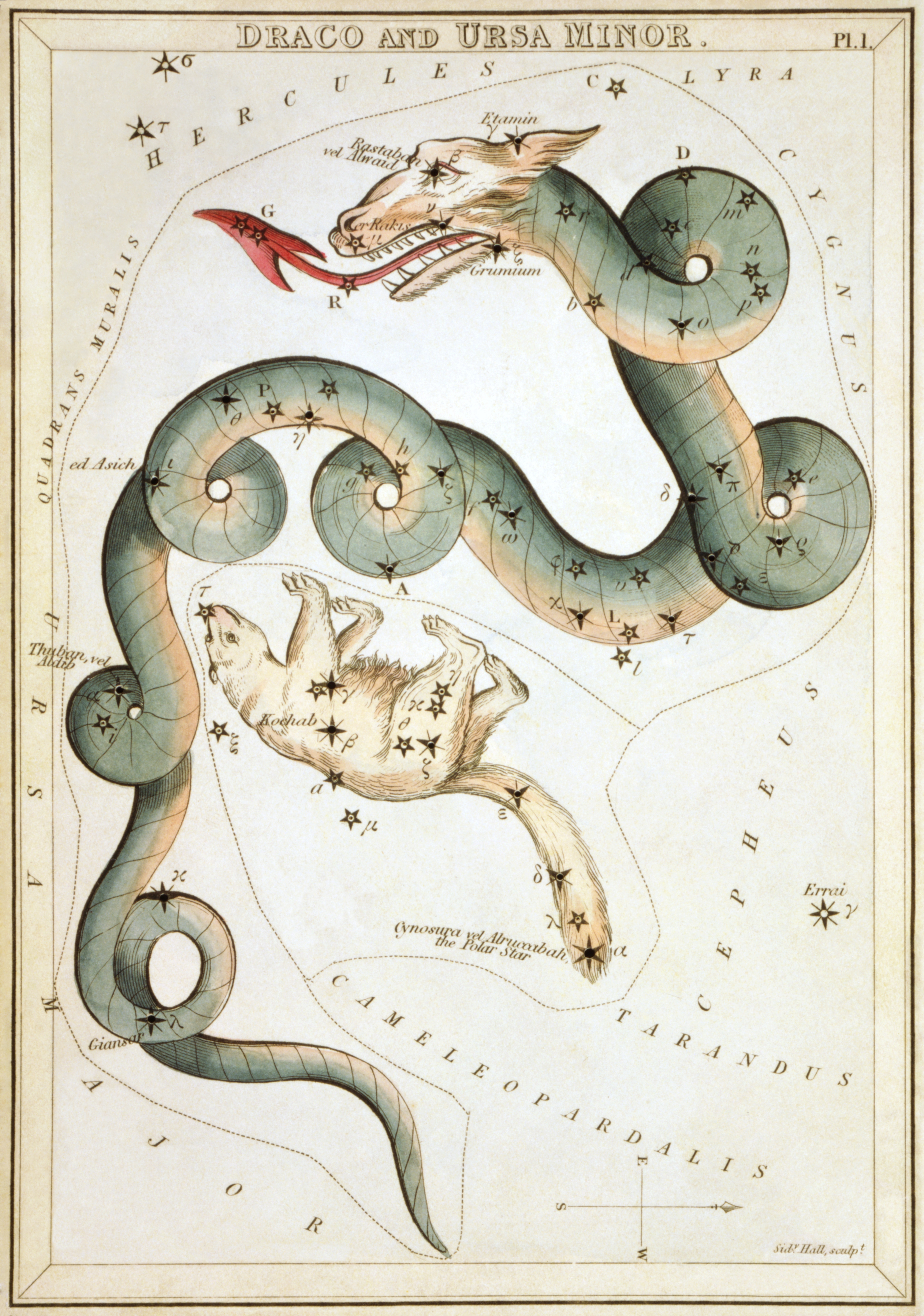
A Sárkány csillagkép és a Kis Medve csillagkép

A Sárkány (latin: Draco) egy csillagkép. Magyarországról egész évben megfigyelhető.

## Története, mitológia
A csillagkép a görög mitológia egyik alakjáról, Ladónról, a kígyótestű, százfejű sárkányról kapta a nevét. Ladón őrizte a Heszperiszek kertjében azt a fát, amelyen az örök ifjúság és halhatatlanság aranyalmái termettek, és ő őrizte Gaia, a földanya gyermekeit is. Az aranyalmafát Héra kapta Gaiától nászajándékul, amikor férjhez ment Zeuszhoz. A sárkányt Héraklész ölte meg a tizenegyedik munkájával, amikor el kellett hoznia az aranyalmákat a Heszperiszektől. A sárkányt jutalmul Héra tette fel az égre.

## Látnivalók
A csillagkép cirkumpoláris, így soha nem kerül Magyarországról nézve a horizont alá. Legfényesebb csillaga az Eltanin, pár fokra látszik a Lant csillagképbeli Vegától.

### Csillagok
- α Draconis - Thuban: a Földtől 220 fényév távolságra lévő, A színképtípusú csillag, i. e. 2700-ban ez a csillag jelölte ki az Északi Pólust.
- β Dra - Alwaid: G2 színképtípusú kettőscsillag.
- γ Dra – Eltanin: K5III színképosztályú, 2,2 magnitúdós vörös óriás, a csillagkép legfényesebb csillaga, távolsága 148 fényév.
- η Draconis - Aldhibain: G8III színképosztályú, 2,73 magnitúdós, távolsága 88 fényév.
- ν Dra: fehér színű, ötödrendű csillagokból álló, látcsővel megfigyelhető kettőscsillag.
- 39 Dra: kettőscsillag - egy ötödrendű sárga és egy hetedrendű kék csillagból álló tág kettős, de távcsővel megfigyelhető a fényesebb csillag 8 magnitúdós kísérője is.
- 40-41 Dra: kis nyílású távcsővel is észlelhető, hatodrendű, sárga színű csillagokból álló kettőscsillag.

### Mélyégobjektumok
- Macskaszem-köd (NGC 6543), planetáris köd
- NGC 4236 - küllős spirálgalaxis
- NGC 5866 - galaxis
- NGC 5907 - galaxis